# آتشفشان کومبال
کومبال یا نوادو د کومبال (به اسپانیایی: Nevado de Cumbal) آتشفشان چینه‌ای فعالی به ارتفاع ۴۷۶۴ متر واقع در رشته‌کوه‌های آند در جنوب غربی کلمبیا در آمریکای جنوبی است. این آتشفشان در عین حال جنوبی‌ترین آتشفشان فعال کلمبیا نیز به شمار می‌رود که در برهه‌هایی از زمان فوران کرده است.

## مشخصات
آتشفشان کومبال در جنوب غربی کلمبیا، در ۲۵ کیلومتری جنوب غربی آتشفشان آسورفرال و ۵٬۵ کیلومتری شمال شرقی شهرک کومبال قرار دارد. این آتشفشان که عمدتاً از جریان‌های گدازه آندزیتی-داسیتی اشکیل شده در گستره‌ای شمال شرقی-جنوب غربی کشیده است.
قلهٔ آتشفشان کومبال پوشیده از یخچال است و دو دهانهٔ فعال آتشفشانی که بخار ازشان خارج می‌شود یال قله را در بر گرفته‌اند. دهانهٔ اصلی آتشفشان موسوم به بوکا گرانده به قطر ۲۵۰ متر در شمال شرقی و دهانهٔ دیگر که موندو نوئوو نامیده می‌شود در جنوب غربی این یال قرار گرفته‌اند. میدان‌هایی از دودخان در هر دو دهانهٔ کومبال وجود دارند و چشمه‌های آب گرمی در دامنه‌های جنوب شرقی کوه یافت می‌شوند.

## فعالیت‌های آتشفشانی
فوران‌های انفجاری کومبال در سال‌های ۱۸۷۷ و ۱۹۲۶ تنها فعالیت‌های شناخته‌شدهٔ این آتشفشان در تاریخچهٔ آن است. با وجود این در سال ۱۹۸۸ و همزمان با فعال‌شدن دوبارهٔ آتشفشان گالراس، زمین‌لرزه‌هایی نیز در اطراف کومبال روی داد و بر فعالیت‌های دودخانی این آتشفشان افزوده شد.

## حادثهٔ پرواز شمارهٔ ۱۲۰ هواپیمایی اکوادور
در تاریخ ۲۸ ژانویهٔ ۲۰۰۲، پرواز شماره ۱۲۰ هواپیمایی TAME Ecuador که از کوئیتو در اکوادور به مقصد کالی در کلمبیا از طریق تولکان (اکوادور) در پرواز بود در زمان کاهش ارتفاع با آتشفشان کومبال برخورد کرد و دچار حادثه شد. در این سانحه تمامی ۹۴ سرنشین هواپیما کشته شدند.